# Saint-Thomas-de-Conac
Saint-Thomas-de-Conac is een gemeente in het Franse departement Charente-Maritime (regio Nouvelle-Aquitaine) en telt 555 inwoners (2004). De plaats maakt deel uit van het arrondissement Jonzac.

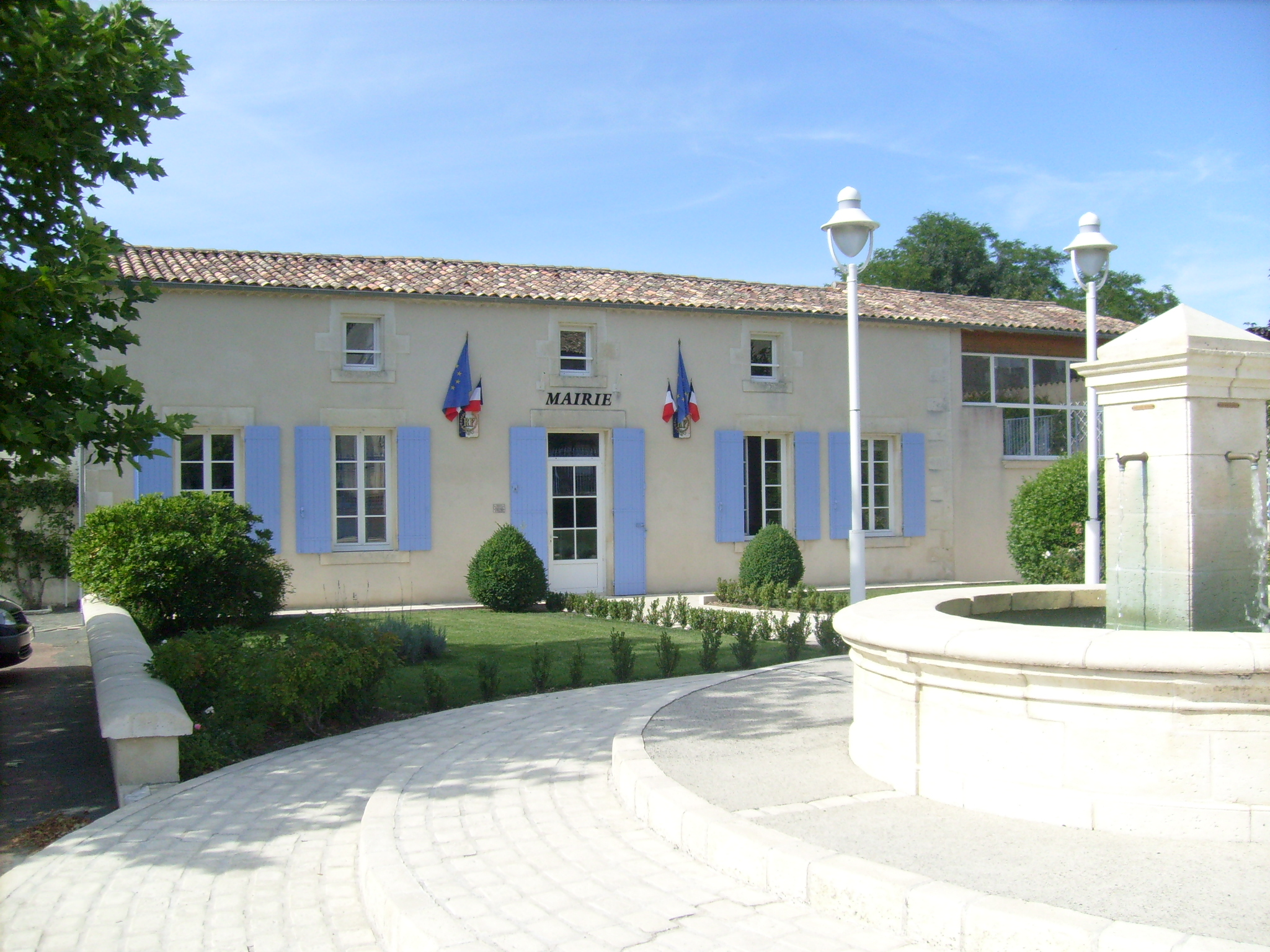
Gemeentehuis
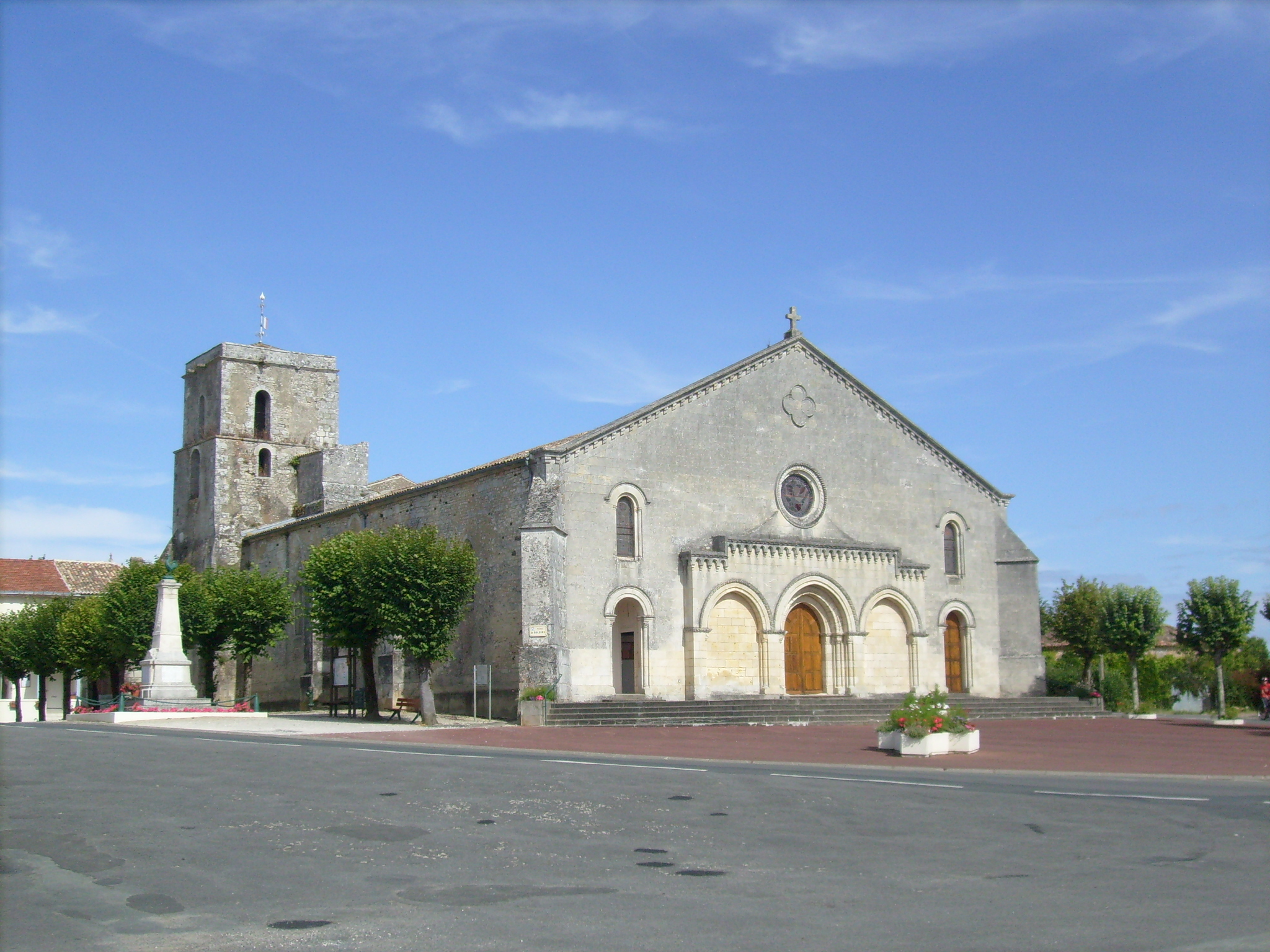
Kerk van Saint-Thomas-de-Conac
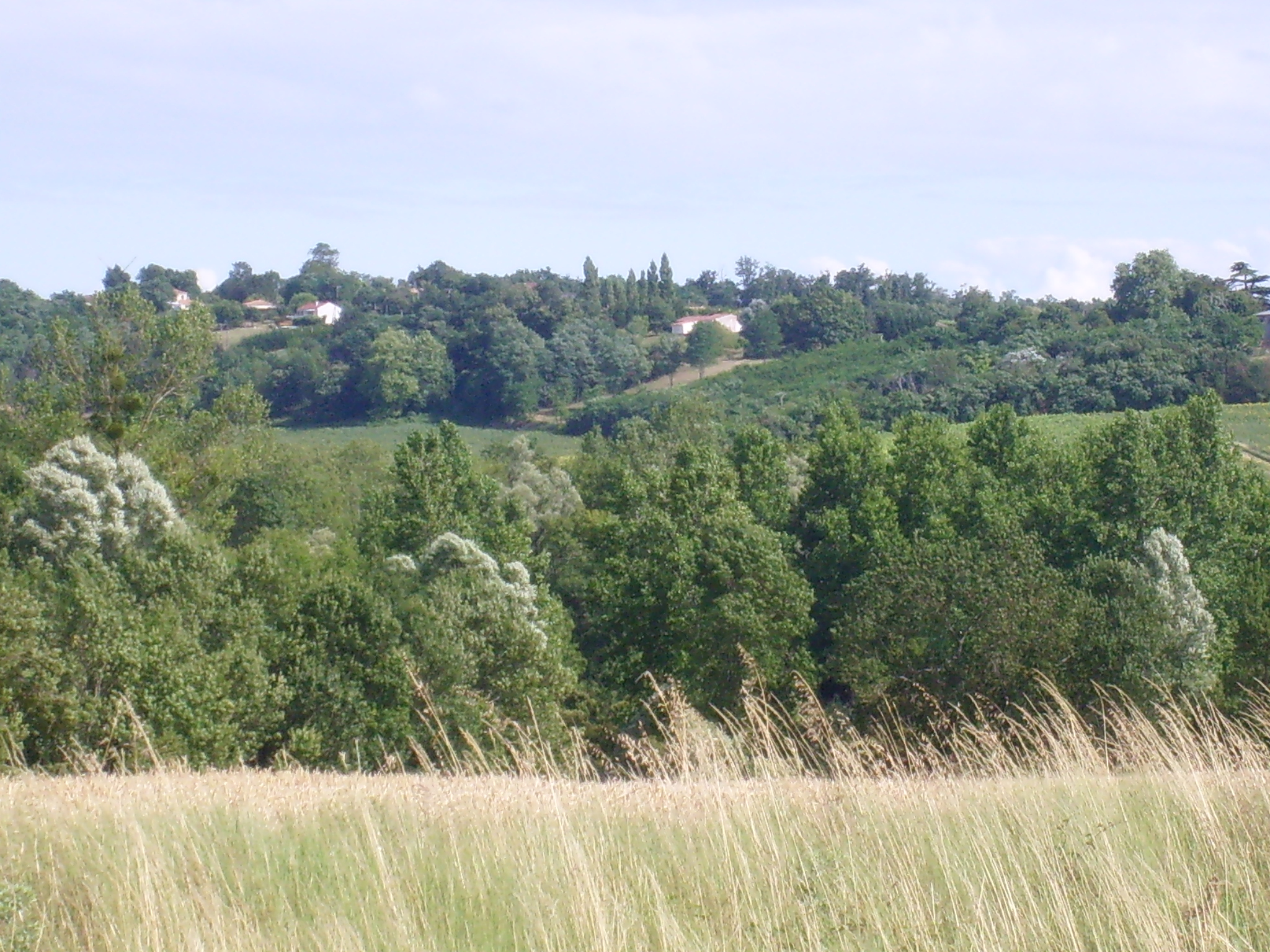
Landschap
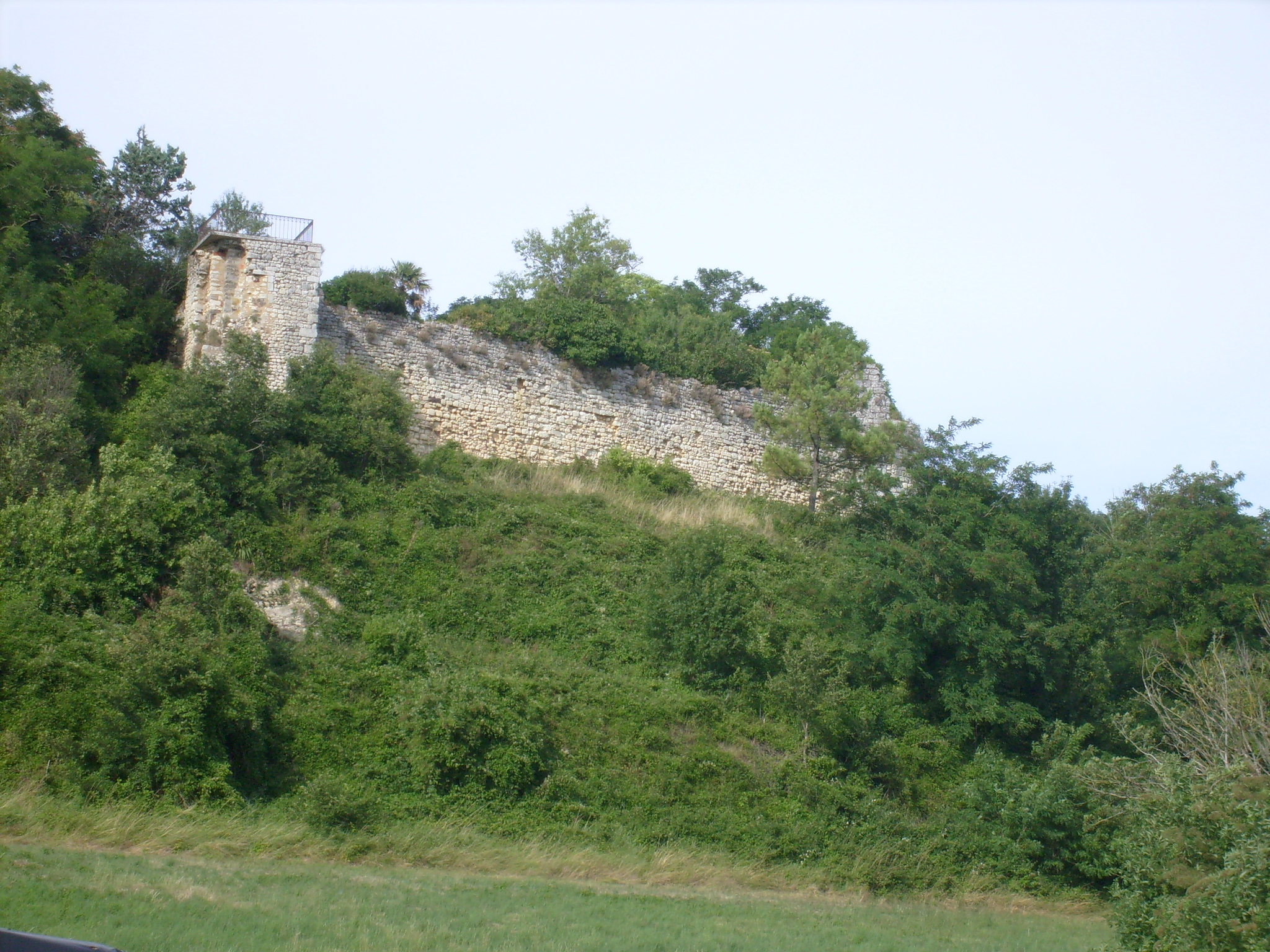
Kasteel van Cônac
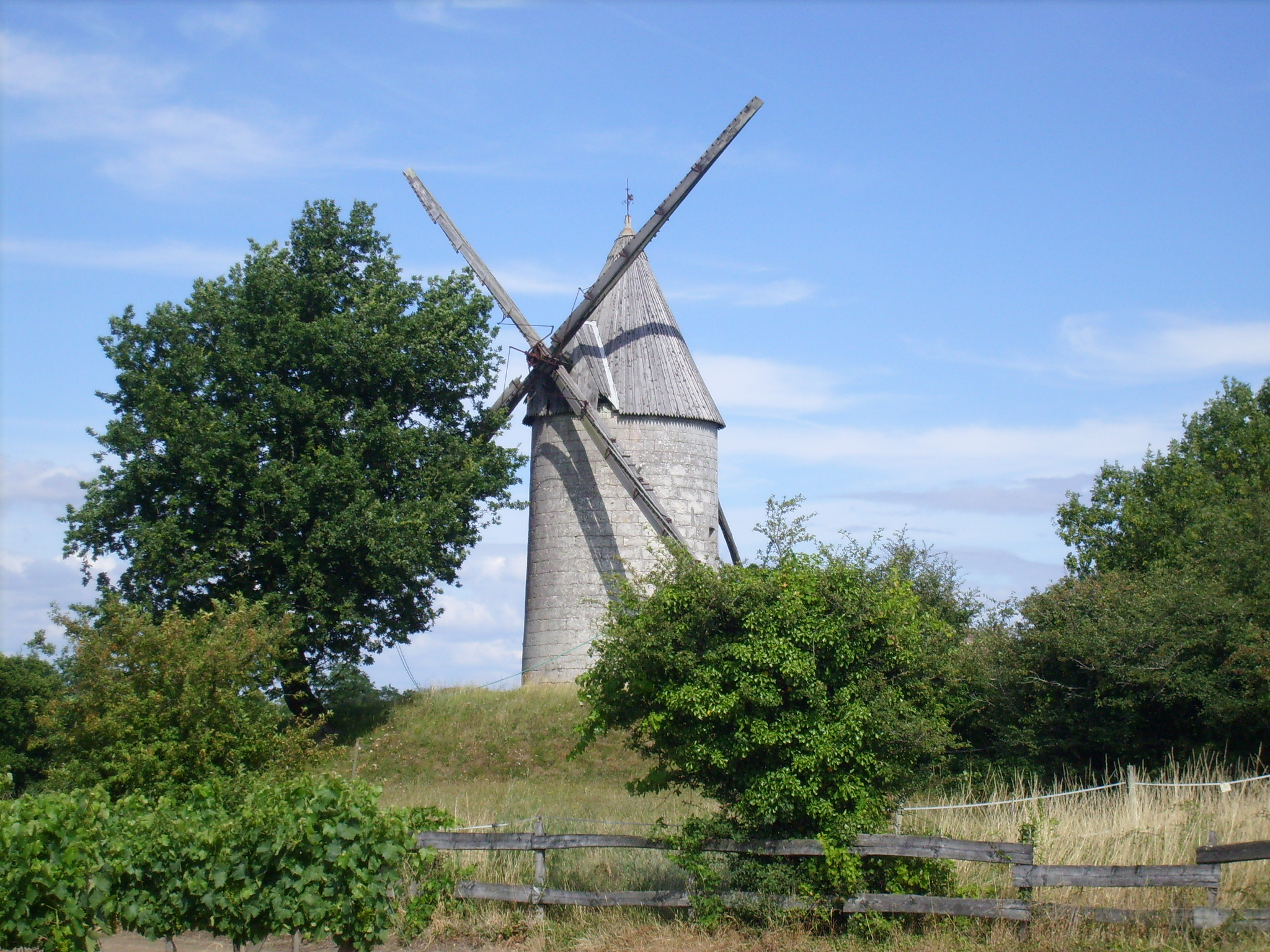
Molen van Cônac

## Geografie
De oppervlakte van Saint-Thomas-de-Conac bedraagt 27,7 km², de bevolkingsdichtheid is 20,0 inwoners per km².
De onderstaande kaart toont de ligging van Saint-Thomas-de-Conac met de belangrijkste infrastructuur en aangrenzende gemeenten.

## Demografie
Onderstaande figuur toont het verloop van het inwonertal (bron: INSEE-tellingen).